# Motzen (Mittenwalde)

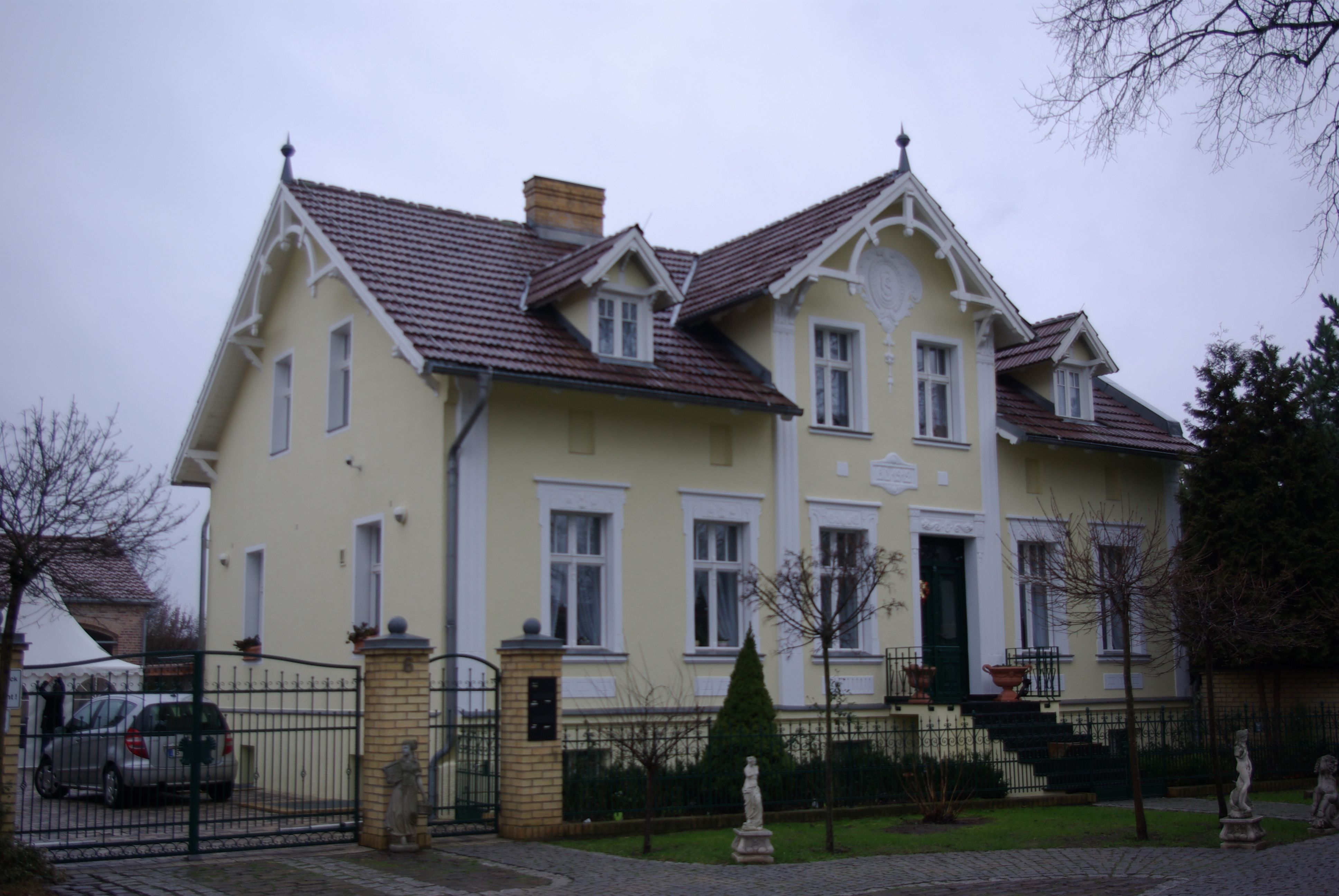
Denkmalgeschütztes Haus gegenüber der Dorfkirche

Motzen, ein märkisches Dorf, ist Ortsteil der Stadt Mittenwalde im Landkreis Dahme-Spreewald im Bundesland Brandenburg der Bundesrepublik Deutschland.

## Geographie
Motzen liegt vor der südöstlichen Stadtgrenze von Berlin und ist von dort über die Bundesautobahnen 113 und 13 zu erreichen, die dritte Abfahrt (Bestensee) nach dem Autobahnkreuz Schönefeld. Der Ort liegt im Landschaftsschutzgebiet Notte-Niederung. Die höchste Erhebung ist der südöstlich gelegene, rund 86 m hohe Kahle Berg.
Nördlich des Ortes liegt Mittenwalde, westlich grenzt es an Zossen und östlich liegt Bestensee.
Direkt südwestlich vom Dorf befindet sich der Motzener See, der nach dem Ort benannt ist und durch den die Grenze zur Nachbargemeinde Zossen verläuft.

## Gliederung
Seit 1932 bestand Motzen aus der Gemeinde sowie den Wohnplätzen Märchenwiese,⊙ Motzenmühle, Tonsee, Bahnhof Motzen Mitte und Motzen Seebad. Ab 1941 kam die Siedlung Opwis hinzu.

## Geschichte und Etymologie

### 14. bis 16. Jahrhundert
Motzen wurde erstmals im Jahr 1346 als Mossen, Moßen urkundlich erwähnt und befand sich im Besitz der Herrschaft Zossen. Der Name des Kirchdorfs dürfte sich aus dem slawischen Mocina ableiten, was so viel wie Feuchtgebiet, Sumpf bedeutet. 1501 lebten im Ort 14 Kötter; es gab bereits eine Mühle. 1583 erschien ein Lehnschulze, der vier Hufen bewirtschaftete. Es gab einen Krüger mit weiteren vier Hufen, einen Lehnmüller mit einer Wind- und Wassermühle sowie elf Zweihufner und einen Einhufner. Die Kötter waren mittlerweile nicht mehr existent und zu Bauernhöfen aufgewertet worden. Dem Pfarrer standen drei Hufen zu. Ein Bauer diente dem Kaplan in Zossen. Der Ort war „seit alters her“ 34 Hufen groß. Eine Aufwertung des Ortes erfolgte durch eine im 16. Jahrhundert angelegte Haltestelle der Fahrpost auf dem Weg von Berlin nach Dresden. Motzen war 1583 Tochterkirche von Zossen, ebenso in den Jahren 1655 und 1900.

### 17. Jahrhundert
Vor dem Dreißigjährigen Krieg lebten 1926 im Ort 14 Hufner sowie ein Müller, die insgesamt 32 Hufen bewirtschafteten. Motzen litt erheblich unter den Kriegseinwirkungen. 1652 lebten lediglich noch der Viceschulze sowie sieben Bauern im Ort. Allerdings erholte sich das Dorf vergleichsweise schnell. 1655 war die Position des Schulzen bereits wieder besetzt, ebenso arbeiteten 14 Hufner in Motzen. Einer diente dem Archidiakon in Zossen. Die Hufner besaßen die Fischereirechte auf dem Motzener See. Es gab eine Erbwind- und Wassermühle, die der Familie von Thümen zu Gallun und Zeesen gehörte.

### 18. Jahrhundert

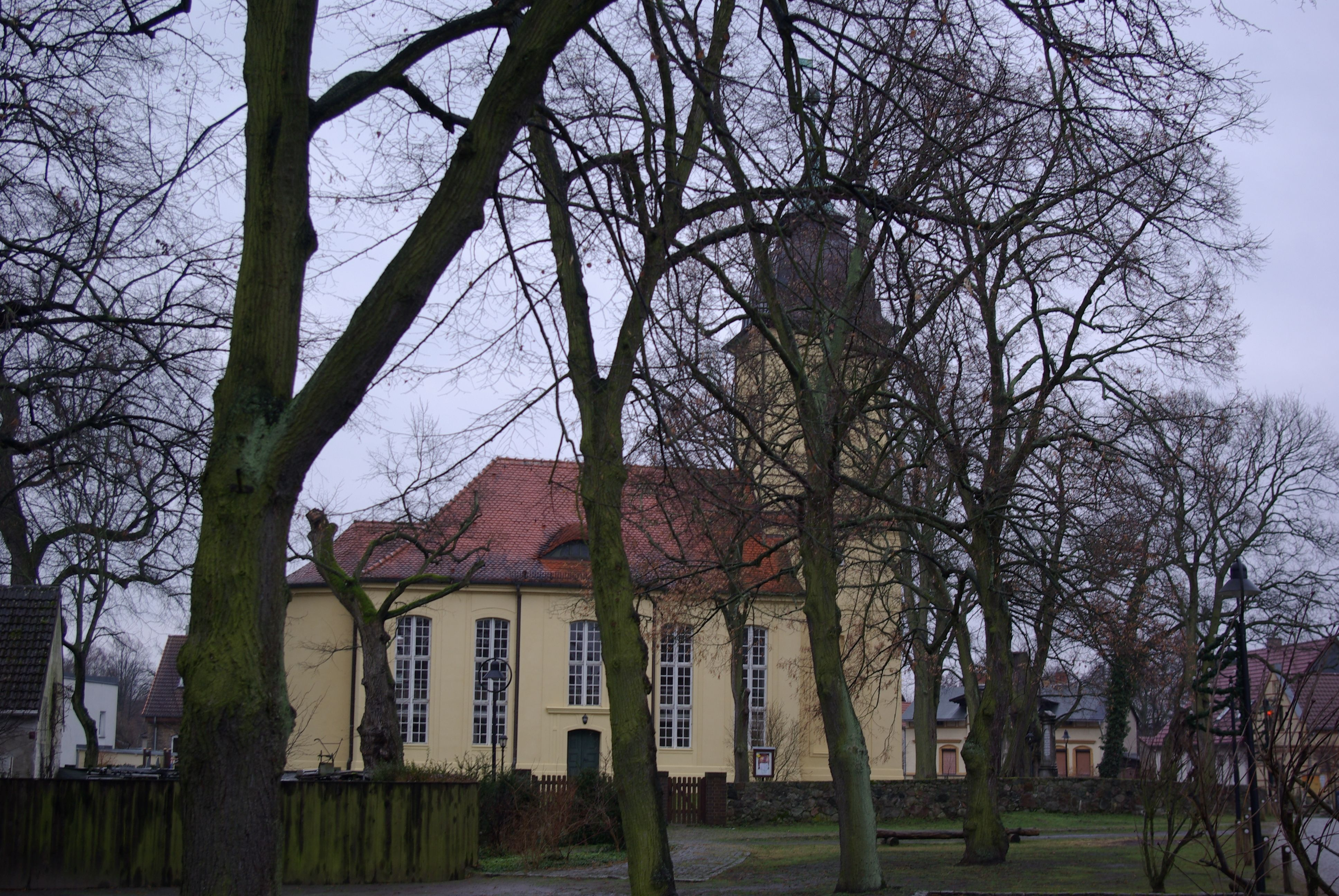
Dorfkirche in Motzen

Im Jahr 1711 waren im Ort weiterhin alle 14 Hufner besetzt. Es gab einen Kötter, einen Müller, einen Hirten sowie einen Knecht. Für die 32 Hufen mussten sie jeweils acht Groschen Abgaben zahlen. 1745 waren aus den 14 Hufnern insgesamt 13 Bauernhöfe geworden. Es erschien erstmals ein Krug. Außerhalb des Ortes gab es eine Wasser- und eine Windmühle. Zehn Jahre später berichtete die Statistik vom Lehnschulzen, der vier Hufen bearbeitete. Es gab einen Braukrüger, dem ebenfalls vier Hufen zur Verfügung standen. Weiterhin gab es 13 Zweihufner, die Kötterdienste leisteten, fünf Büdner, den Wassermüller, einen Küster, einen Hirten sowie erstmals einen Schulmeister, d. h. im Ort bestand eine Schule. Eine Schmiede gab es allerdings noch nicht, daher kam bei Bedarf ein Laufschmied vorbei. 1771 war Motzen auf 17 Giebel (=Wohnhäuser) angewachsen. Es gab den Müller, den Hirten sowie zwei Paar Hausleute. Sie gaben pro Hufe nach wie vor acht Groschen.

### 19. Jahrhundert

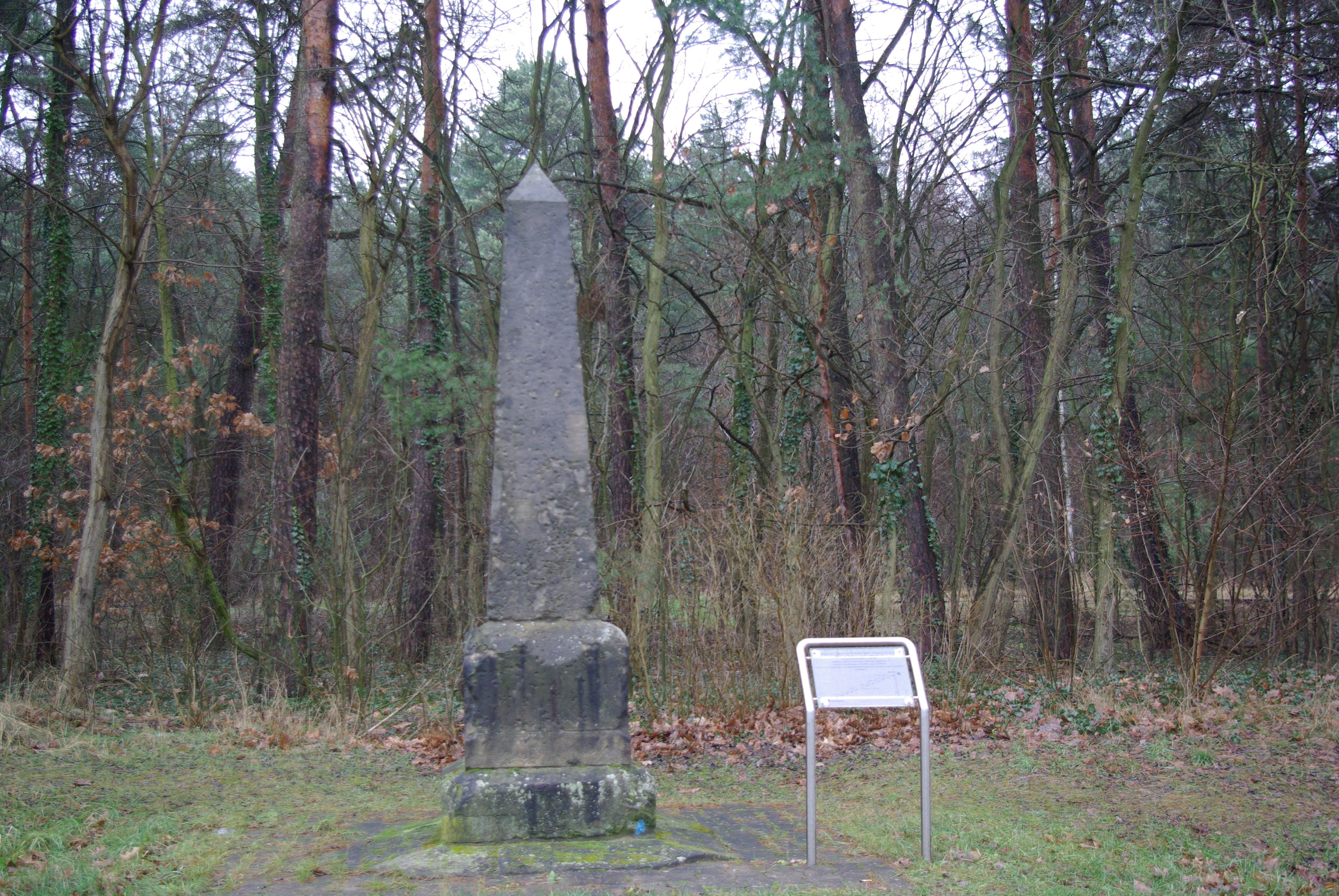
Postmeilensäule aus der Zeit um 1820

Im Jahr 1801 arbeitete im Ort nach wie vor der Lehnschulze. Es gab 17 Ganzbauern, drei Büdner, fünf Einlieger, einen Krug sowie die Wasser- und Windmühle. In Motzen wurden zu dieser Zeit Rüben angebaut. Auf den 32 Hufen gab es 27 Feuerstellen (=Haushalte). Im Jahr 1840 war der Gebäudebestand auf 29 Wohnhäuser angewachsen. 1858 gab es 15 Hofeigentümer, die 19 Knechte und Mägde beschäftigten. Es gab weiterhin 23 nebengewerbliche Landwirte und 29 Arbeiter. In Motzen bestanden 38 Besitzungen. Die drei größten waren zwischen 300 und 600 Morgen groß und kamen zusammen auf 1251 Morgen. Zwölf weitere Besitzungen waren zusammen 2490 Morgen groß, 13 zusammen 242 Morgen. Weitere zehn Besitzungen waren kleiner als fünf Morgen und kamen zusammen auf 48 Morgen. Mittlerweile hatten sich in Motzen zahlreiche Gewerke angesiedelt. Es gab einen Schuhmachermeister, einen Schneidermeister, einen Zimmermeister, einen Maurergesellen, einen Töpfermeister, einen Grobschmiedemeister, einen Krämer sowie einen Schiffseigentümer mit einem Schiffer und einem Stromfahrzeug. Der Krug bestand nach wie vor; allerdings gab es auch sechs Arme. 1860 bestand das Dorf aus vier öffentlichen, 37 Wohn- und 60 Wirtschaftsgebäuden, darunter eine Wassergetreidemühle und eine Getreidemühle. Zum Ende des 19. Jahrhunderts entstanden im Ort zahlreiche Ziegeleien, die zu einem starken Anstieg der Bevölkerung führte: 1895 lebten bereits 720 Menschen im Ort. Um die begehrten Mauersteine insbesondere ins stark wachsende Berlin transportieren zu können, wurde der Ort 1894 an eine Kleinbahnstrecke nach Königs Wusterhausen angeschlossen.

### 20. Jahrhundert
Aus der Zeit um 1900 ist überliefert, dass täglich rund 30 Waggons mit Mauersteinen nach Berlin befördert wurden. Auf dem Rückweg nahmen sie Müll aus Berlin mit, der in den Ziegeleilöchern vergraben wurde. In dieser Zeit gab es bereits 93 Häuser, deren Anzahl bis 1931 auf 106 Wohnhäuser anwuchs. 1902 wurde Motzen selbstständige Pfarrgemeinde. 
Einen weiteren Zuzug erlebte Motzen nach dem Ende des Zweiten Weltkrieges, als die Bevölkerung durch Flüchtlinge auf 973 Einwohner im Jahr 1948 ihren vorläufigen Höhepunkt erreichte. Im Jahr 1945 wurden vier Hektar enteignet und auf 35(!) neue Bauern aufgeteilt. 1955 gründete sich eine LPG vom Typ I mit zunächst nur vier Mitgliedern und 17 Hektar landwirtschaftlicher Nutzfläche. 1957 gab es eine LPG Typ III sowie ein VEB Kunststoffpresswerk mit 129 Beschäftigten. Zu DDR-Zeiten wurde im Ort ein Kinder-Ferienlager errichtet und betrieben. Im Jahr 1960 gab es die LPG Typ III mit mittlerweile 53 Mitgliedern und 256 Hektar Nutzfläche. Weiterhin gab es eine LPG Typ I mit 14 Mitgliedern und 87 Hektar Fläche. Die beiden Betriebe wurden später vereinigt und 1972 an die LPG Bestensee angeschlossen. Diese bestand auch im Jahr 1973 mit dem Betriebsteil Motzen.
Die Einwohnerzahl sank in den nächsten Jahren und lag im Jahr 1989 bei 670. Nach der Wende konnte dieser Trend umgekehrt und die Anzahl der Einwohner fast verdoppelt werden. 1996 wurde das historische Dorfzentrum neu gestaltet und im Jahr 2000 ein Haus des Gastes eröffnet. Motzen wurde ein attraktiver Wohnort, in dem zum Stichtag 30. September 2015 insgesamt 1273 Einwohner lebten.

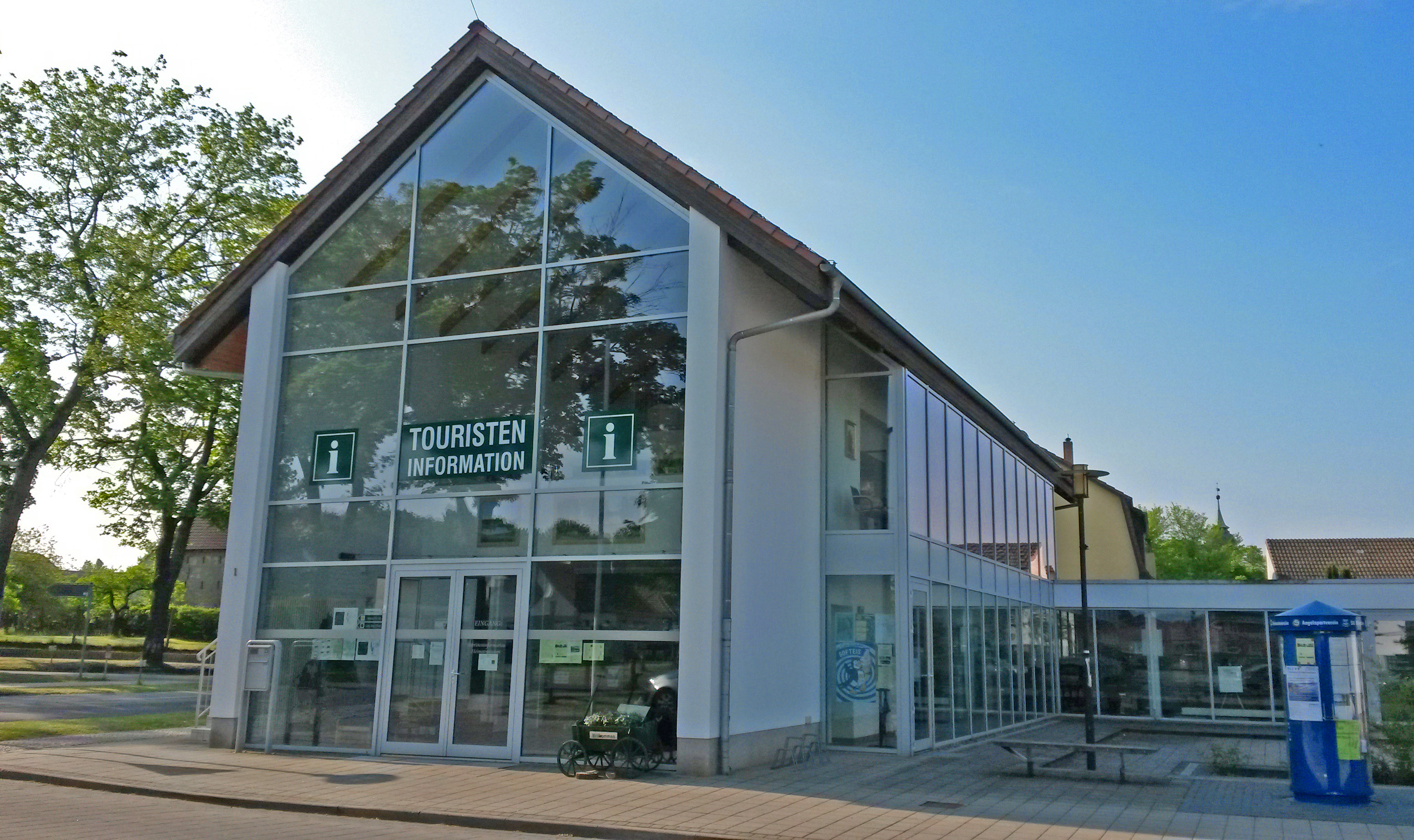
Haus des Gastes Motzen mit Heimatmuseum, Touristinformation und Bibliothek 2019

### 21. Jahrhundert
Motzen wurde am 26. Oktober 2003 nach Mittenwalde eingemeindet.

## Bevölkerungsentwicklung
| Jahr      | 1734 | 1772 | 1801 | 1817 | 1840 | 1858 | 1895 | 1925                     | 1939 | 1946 | 1964 | 1971 | 2015 |
| Einwohner | 100  | 144  | 162  | 145  | 191  | 267  | 720  | 621 und 30 (Motzenmühle) | 756  | 822  | 796  | 809  | 1282 |

## Wirtschaft und Verkehr
- Ein Unternehmen der Kunststoff- und Gummiverarbeitung ist der größte Arbeitgeber im Ort.
- Östlich des Ortes verläuft die Bundesautobahn 13, nördlich der Berliner Ring.
- Der Flughafen Berlin-Schönefeld, nach dem Ausbau Flughafen Berlin Brandenburg (BER), befindet sich nördlich in der Nähe.
- Den öffentlichen Personennahverkehr stellt die Regionale Verkehrsgesellschaft Dahme-Spreewald mbH (RVS) sicher.
- Seit 1894 verläuft durch den Ort die Königs Wusterhausen-Mittenwalde-Töpchiner Kleinbahn, die einst zum Transport von Ziegelsteinen nach Berlin diente. Seit 2001 wird sie durch die Draisinenbahn Mittenwalde genutzt, Haltepunkte in Motzen sind heute Motzen Seeperle und Motzen Residenzhotel.

## Sehenswürdigkeiten und Kultur
- Die Dorfkirche Motzen entstand im Jahr 1755 und wurde von 1985 bis 1992 restauriert. Die Apsis ist als Sakristei abgeteilt. Im Innenraum steht unter anderem eine Orgel mit einem Prospekt aus der ersten Hälfte des 19. Jahrhunderts.
- Vom Haus des Gastes führen zwei Ziegeleiwanderwege zu den historischen Orten der Ziegelherstellung.[5]
- Reinhard Lakomy beklagt in seinem Lied Golf in Motzen unter anderem die gesellschaftliche Entwicklung nach der deutschen Wiedervereinigung.

## Persönlichkeiten
Für den Offizier und späteren Unternehmer Walter Frick (1895–1945), der 1945 hingerichtet wurde, wurde 2010 ein Stolperstein verlegt.